# Kościół św. Marii Magdaleny w Wielichowie
Kościół świętej Marii Magdaleny w Wielichowie – rzymskokatolicki kościół parafialny w mieście Wielichowo. Wskutek kilku przebudów utracił jednolity styl. Należy do dekanatu wolsztyńskiego. Mieści się przy ulicy Szkolnej.

## Historia
Świątynia została wybudowana w latach 1762–1779 albo 1784 przez ówczesnych proboszczów Józefa Korytkowskiego i Władysława Walknowskiego. Konsekrowana w 1896 przez biskupa Edwarda Likowskiego. W latach 1934–1937 została przebudowana poprzecznie do osi przez księdza proboszcza Ludwika Górskiego. Powstała wtedy od południa nowa nawa główna, a dawne prezbiterium zostało zamienione na kaplicę Świętej Marii Magdaleny. W 1950 dawna kruchta pod wieżą została przebudowana na kaplicę przez proboszcza Bolesława Filipowskiego.

## Budowa i wyposażenie
Obecnie w ołtarzu głównym umieszczona jest figura Chrystusa Króla. Dawny ołtarz główny z końca XVII stulecia, posiadający cechy baroku i klasycyzmu umieszczony jest w bocznej kaplicy. W jego centralnym miejscu mieści się obraz św. Marii Magdaleny, z lewej i prawej strony pomiędzy kolumnami stoją rzeźby św. Piotra i Pawła, a w zwieńczeniu obraz Najświętszego Serca Pana Jezusa. W prawej kaplicy bocznej jest umieszczony ołtarz z rzeźbą Matki Bożej Wniebowziętej w towarzystwie aniołów, na sklepieniu mieści się malowidło ukazujące scenę Koronacji Matki Bożej.